# Haut valyrien
Le haut valyrien est une langue de fiction de la série de livres Le Trône de fer, de George R. R. Martin et de son adaptation télévisée Game of Thrones. Le haut valyrien est souvent mentionné dans les romans mais n'est pas développé au-delà de quelques mots. Le linguiste David J. Peterson a développé cette langue, ainsi que le valyrien d'Astapor qui en est dérivé, spécialement pour la série télévisée à partir des fragments présents dans les romans.
Dans le monde du Trône de fer, le haut valyrien occupe une niche culturelle similaire à celle du latin dans l'Europe médiévale. C'était la langue parlée dans l'empire valyrien dont les Targaryens sont les descendants. Dans les romans, il est décrit comme n'étant plus utilisé comme langue vernaculaire, mais plutôt comme langue d'enseignement et d'éducation au sein de la noblesse d'Essos et de Westeros, beaucoup de chansons et d'œuvres littéraires étant également composées en haut valyrien.

## Création
Afin de mettre au point le dothraki et le haut valyrien (et ses dérivés), HBO choisit le linguiste David J. Peterson à l'issue d'un concours à destination de créateurs de langues construites. Le producteur lui accorda une grande liberté dans le développement des langues de la série, l'auteur des romans George R. R. Martin ne s'étant lui-même pas intéressé outre mesure à la dimension linguistique de son œuvre. Les romans publiés à ce jour comportent seulement quelques mots en haut valyrien, dont valar morghūlis (« tous les hommes doivent mourir »), valar dohaerys (« tous les hommes doivent servir ») et dracarys (« feu-dragon »). Dans le sixième roman The Winds of Winter, David J. Peterson aurait également fourni à George R. R. Martin des traductions supplémentaires en valyrien.
David J. Peterson n'a pas encore créé de système d'écriture pour le valyrien, mais il a déjà annoncé penser à un système proche des hiéroglyphes égyptiens, pas nécessairement dans le style, mais plutôt dans leur fonctionnement, ceux-ci constituant un système alphabétique, phonétique et idéographique intriqués.
En juin 2013, le valyrien comportait déjà 667 mots, de nouveaux venant s'ajouter presque quotidiennement.

## Phonologie
|           | Labiale     | Dentale  | Alvéolaire  | Palatale | Vélaire         | Uvulaire | Glottale |
| --------- | ----------- | -------- | ----------- | -------- | --------------- | -------- | -------- |
| Nasale    | m [m]       |          | n [n]       | ñ [ɲ]    |                 |          |          |
| Occlusive | p [p] b [b] |          | t [t] d [d] |          | k [k] g [g]     | q [q]    |          |
| Fricative | v [v] ~ [w] | (th [θ]) | s [s] z [z] |          | (kh [x]) gh [ɣ] |          | h [h]    |
| Spirante  | v [v] ~ [w] |          |             | j [j]    |                 |          |          |
| Roulée    |             |          | r [r] ~ [ɾ] |          |                 |          |          |
| Battue    |             |          | r [r] ~ [ɾ] |          |                 |          |          |
| Latérale  |             |          | l [l]       | lj [ʎ]   |                 |          |          |

| Type    | Antérieure                    | Postérieure    |
| ------- | ----------------------------- | -------------- |
| Fermée  | i [i] - ī [iː] y [y] - ȳ [yː] | u [u] - ū [uː] |
| Moyenne | e [e] - ē [eː]                | o [o] - ō [oː] |
| Ouverte | a [a] - ā [aː]                | a [a] - ā [aː] |

## Grammaire
Le haut valyrien est une langue flexionnelle, dont les noms et les adjectifs se déclinent (selon le genre, le nombre et le cas), et les verbes se conjuguent (selon la personne).

### Noms

#### Genre
Le haut valyrien connaît quatre genres (David J. Peterson parle indistinctement de « genres » et de « classes »), lesquels ne correspondent pas nécessairement au sexe biologique :
- classe solaire (vēzenkon qogror)
- classe lunaire (hūrenkon qogror)
- classe terrestre (tegōñor qogror)
- classe aquatique (embōñor qogror).

Les noms de choses animées et individualisables appartiennent généralement au genre solaire ou lunaire, alors que les autres relèvent du genre terrestre ou aquatique. Les adjectifs vēzenkon, hūrenkon, tegōñor et embōñor sont dérivés de noms qui appartiennent eux-mêmes aux genres auxquels ils renvoient,.
Selon David J. Peterson, le genre des mots valyriens est beaucoup plus facile à prévoir phonologiquement que dans les langues naturelles qui l'utilisent comme le français, le genre valyrien partageant quelques propriétés dérivatives communes avec les langues bantoues. Ainsi, beaucoup de noms humains (généralement en -a et en -ys) sont du genre solaire ou lunaire, tandis que beaucoup de noms de plantes ou de nourriture (souvent en -on) sont de type terrestre.

#### Nombre
Le haut valyrien connaît quatre nombres :
- singulier (ex. vala « un homme »)
- pluriel (ex. vali « des hommes »)
- paucal (ex. valun « quelques hommes »)
- collectif (ex. valar « tous les hommes »)

Le paucal et le collectif d'un nom peuvent eux-mêmes servir à dériver un nouveau nom, auquel il est même possible d'appliquer de nouveau les désinences propres au nombre. Par exemple : azantys « soldat » → azantyr « armée » → azantyri « armées ».

#### Cas
Le haut valyrien connaît huit cas :
- nominatif
- vocatif
- accusatif
- génitif
- datif
- locatif
- instrumental
- comitatif/associatif

#### Déclinaisons
Par nature, chaque nom valyrien obéit à un schéma de déclinaison, c'est-à-dire que sa désinence varie selon son genre (solaire, lunaire, terrestre, aquatique), le nombre qu'on lui attribue (singulier, pluriel, paucal, collectif) et le cas (nominatif, vocatif, accusatif, etc.) correspondant à sa fonction dans la phrase (sujet, complément d'objet direct, etc.).
Il est possible d'identifier six classes de déclinaison des noms valyriens, chaque schéma comportant parfois un ou deux sous-types.
L'appartenance d'un nom à une classe de déclinaison dépend notamment de la désinence du nominatif de ce nom. De façon générale, on constate qu'il est possible de déterminer la classe de déclinaison d'un nom à partir de son nominatif seul (ainsi, jaos et engos , mais aussi bartos, dārilaros, partagent comme noms solaires de la troisième déclinaison la même désinence -os). Cette technique est en général prohibée dans les langues naturelles (par exemple en latin il est nécessaire de connaître au moins le nominatif et le génitif, et cela ne suffit pas toujours), mais au stade actuel du développement du haut valyrien, il semble bien que chaque déclinaison corresponde à une désinence unique, ce qui permet généralement de ne se fier qu'au nominatif.
Ainsi :
|            | 1e     | 2e  | 3e       | 4e   | 5e  | 6e     |
| ---------- | ------ | --- | -------- | ---- | --- | ------ |
| solaires   |        | -ys | -os      | -es  | -is | -r/-ri |
| lunaires   | -a/-ia | -y  | -o/-io   | -e   | -i  | -r/-ri |
| terrestres |        |     | -on/-ion | -ien |     | -r/-ri |
| aquatiques | -ar    |     | -or/-ȳr  |      | -ir | -r/-ri |

On constate ainsi que chaque classe de déclinaison renvoie, pour chaque désinence, à un thème de voyelle : -a-, -y-, -o-, -e-, -i-, tandis que le genre se manifeste par un thème consonantique -s, -, -n, -r.
De plus, à certaines conditions, certains noms partagent la même désinence bien qu'ils soient à des cas différents. David J. Peterson fait ainsi remarquer que ce phénomène de convergence permet de reconnaître le schéma de déclinaison propre à un nom, et ainsi de déterminer son genre (solaire, lunaire, terrestre, aquatique). Par exemple, les noms lunaires de la première déclinaison partagent la même désinence -oti au génitif, datif et locatif pluriel, tandis que les noms solaires de la deuxième déclinaison partagent le même instrumental et comitatif singulier -omy, mais ont un locatif pluriel différent du génitif et du datif.
Quoi qu'il en soit, la construction correcte des noms valyriens demande en principe la connaissance pour chaque mot de sa classe de déclinaison (1e, 2e, 3e, 4e, 5e ou 6e) et de son genre (solaire, lunaire, terrestre, aquatique). Par exemple, on trouve dans certains dictionnaires de haut valyrien en cours de construction la convention suivante : "jaos, 3sol. : chien", qui signifie : "chien se dit (au nominatif) jaos, nom solaire de la troisième déclinaison. Il faut donc lui appliquer le modèle ēngos".

##### Première déclinaison
La première déclinaison regroupe les noms lunaires et aquatiques dont le thème de voyelle est -a-.
Le sous-type dāria laisse suggérer qu'il existe une variante en -ia-, mais seules certaines formes sont attestées.
Note : par convention, les formes précédées d'une * sont seulement hypothétiques car non encore attestées dans les textes valyriens disponibles. Des confirmations (suppression de l'astérisque) ou substitutions pourront avoir lieu lorsque de nouveaux textes viendront confirmer ou infirmer les formes proposées.
|              | Lunaires type vala (-a) | Lunaires type vala (-a) | Lunaires type vala (-a) | Lunaires type vala (-a) |         | Sous-type dāria (-ia) | Sous-type dāria (-ia) | Sous-type dāria (-ia) | Sous-type dāria (-ia) |
| singulier    | pluriel                 | paucal                  | collectif               | singulier               | pluriel | paucal                | collectif             |                       |                       |
| ------------ | ----------------------- | ----------------------- | ----------------------- | ----------------------- | ------- | --------------------- | --------------------- | --------------------- | --------------------- |
| nominatif    | vala                    | vali                    | valun                   | valar                   | dāria   | dārī                  | *dārȳn                | *dāriar               |                       |
| accusatif    | vale                    | valī                    | valuni                  | valari                  | *dārie  | dārī                  | *dārȳni               | *dāriari              |                       |
| génitif      | valo                    | valoti                  | valuno                  | valaro                  | dārio   | *dārȳti               | *dārȳno               | *dāriaro              |                       |
| datif        | valot                   | valoti                  | valunta                 | valarta                 | *dāriot | *dārȳti               | *dārȳnta              | *dāriarta             |                       |
| locatif      | valā                    | valoti                  | valunna                 | valarra                 | *dāriā  | *dārȳti               | *dārȳnna              | *dāriarra             |                       |
| instrumental | valosa                  | valossi                 | valussa                 | valarza                 | *dārȳsa | *dārȳssi              | *dārȳssa              | *dāriarza             |                       |
| associatif   | valoma                  | valommi                 | valumma                 | valarma                 | *dārȳma | *dārȳmmi              | *dārȳmma              | *dāriarma             |                       |
| vocatif      | valus                   | valis                   | valussa                 | valarza                 | dārȳs   | *dārīs                | *dārȳssa              | *dāriarza             |                       |

|              | Aquatiques type embar (-ar) | Aquatiques type embar (-ar) | Aquatiques type embar (-ar) | Aquatiques type embar (-ar) |
| singulier    | pluriel                     | paucal                      | collectif                   |                             |
| ------------ | --------------------------- | --------------------------- | --------------------------- | --------------------------- |
| nominatif    | embar                       | embri                       | embrun                      | embrar                      |
| accusatif    | embri                       | embrī                       | embruni                     | embrari                     |
| génitif      | embro                       | embroti                     | embruno                     | embraro                     |
| datif        | embrot                      | embroti                     | embrunta                    | embrarta                    |
| locatif      | embār                       | embroti                     | embrunna                    | embrarra                    |
| instrumental | embrosa                     | embrossi                    | embrussa                    | embrarza                    |
| associatif   | embroma                     | embrommi                    | embrumma                    | embrarma                    |
| vocatif      | embus                       | embis                       | embrussa                    | embrarza                    |

##### Deuxième déclinaison
La deuxième déclinaison regroupe les noms solaires et lunaires dont le thème est -y-.
|              | Solaires type loktys (-ys) | Solaires type loktys (-ys) | Solaires type loktys (-ys) | Solaires type loktys (-ys) |
| singulier    | pluriel                    | paucal                     | collectif                  |                            |
| ------------ | -------------------------- | -------------------------- | -------------------------- | -------------------------- |
| nominatif    | loktys                     | loktyssy                   | loktyn                     | loktyr                     |
| accusatif    | lokti                      | loktī                      | loktyni                    | loktyri                    |
| génitif      | lokto                      | loktoti                    | loktyno                    | loktyro                    |
| datif        | loktot                     | loktoti                    | loktynty                   | loktyrty                   |
| locatif      | loktȳ                      | loktī                      | loktynny                   | loktyrry                   |
| instrumental | loktomy                    | loktommi                   | loktyssy                   | loktyrzy                   |
| associatif   | loktomy                    | loktommi                   | loktymmy                   | loktyrmy                   |
| vocatif      | loktys                     | loktyssys                  | loktyssy                   | loktyrzy                   |

|              | Lunaires type tresy (-y) | Lunaires type tresy (-y) | Lunaires type tresy (-y) | Lunaires type tresy (-y) |
| singulier    | pluriel                  | paucal                   | collectif                |                          |
| ------------ | ------------------------ | ------------------------ | ------------------------ | ------------------------ |
| nominatif    | tresy                    | tresi                    | tresyn                   | tresyr                   |
| accusatif    | tresi                    | tresī                    | tresyni                  | tresyri                  |
| génitif      | treso                    | tresoti                  | tresyno                  | tresyro                  |
| datif        | tresot                   | tresoti                  | tresynty                 | tresyrty                 |
| locatif      | tresȳ                    | tresī                    | tresynny                 | tresyrry                 |
| instrumental | tresomy                  | tresommi                 | tresyssy                 | tresyrzy                 |
| associatif   | tresomy                  | tresommi                 | tresymmy                 | tresyrmy                 |
| vocatif      | tresys                   | tresys                   | tresyssy                 | tresyrzy                 |

##### Troisième déclinaison
La troisième déclinaison regroupe les noms solaires, lunaires, terrestres et aquatiques dont le thème est -o-.
Les sous-types rūs et deks ne doivent pas porter à confusion car leur nominatif est contracté (*rūhos, *dekos).
Les types et sous-types āeksio, dārion et Mȳr suggèrent des variantes en -io-.
| nominatif    | engos   | *engossa  | engun    | *engor   | rūs   | rūhossa   | - | - | deks   | *dekossa  | - | - |
| accusatif    | engos   | *engossa  | *enguni  | *engori  | rūs   | rūhossa   | - | - | deks   | *dekossa  | - | - |
| génitif      | engo    | *engoti   | *enguno  | *engoro  | rūho  | *rūhoti   | - | - | *deko  | *dekoti   | - | - |
| datif        | *engot  | *engoti   | *engunto | *engorto | rūhot | *rūhoti   | - | - | *dekot | *dekoti   | - | - |
| locatif      | *engot  | *engoti   | *engunno | *engorro | rūhot | *rūhoti   | - | - | *dekot | *dekoti   | - | - |
| instrumental | *engoso | *engossi  | *engusso | *engorzo | rūso  | rūhossi   | - | - | *dekso | *dekossi  | - | - |
| associatif   | *engoso | *engossi  | *engummo | *engormo | rūso  | rūhossi   | - | - | *dekso | *dekossi  | - | - |
| vocatif      | *engos  | *engossas | *enguso  | *engorzo | rūs   | *rūhossas | - | - | *deks  | *dekossas | - | - |

Le sous-type rūs regroupe les noms rūs (bébé), kiōs (printemps), baes (sommet), jaes (dieu), Lys (cité de Lys), qui ont un radical se terminant par un -h (rūh-, kiōh-, baeh-, jaeh-) qui provoque une contraction avec la désinence -os au nominatif, au vocatif et à l'accusatif (ex. *rūhos → rūs, et *jaehos → jaes, mais rūho et jaeho au génitif) et également avec la désinence -oso à l'instrumental et à l'associatif (*rūhoso → rūso, et *jaehoso → jaeso).
Le sous-type deks regroupe comme le précédent les noms avec contraction du radical, celui-ci étant cette fois -k. Les noms concernés sont deks (pied), eleks (oreille) et Aeliks (prénom d'Aelix, premier des trois fils d'Aerys Targaryen de Peyredragon). Les seules formes réellement attestées sont celles du nominatif, vocatif et accusatif, mais David J. Peterson a déclaré qu'ils fonctionnaient bien sur ce modèle. À partir de là, la forme *dekso est la plus logique, mais d'autres hypothèses (comme *deso ou même *dēso) sont envisageables.
|              | Lunaires type āeksio (-io) | Lunaires type āeksio (-io) | Lunaires type āeksio (-io) | Lunaires type āeksio (-io) |         | Sous-type pēko (-o) | Sous-type pēko (-o) | Sous-type pēko (-o) | Sous-type pēko (-o) |
| singulier    | pluriel                    | paucal                     | collectif                  | singulier                  | pluriel | paucal              | collectif           |                     |                     |
| ------------ | -------------------------- | -------------------------- | -------------------------- | -------------------------- | ------- | ------------------- | ------------------- | ------------------- | ------------------- |
| nominatif    | āeksio                     | āeksia                     | *āeksȳn                    | *āeksior                   | pēko    | pēka                | *pēkun              | *pēkor              |                     |
| accusatif    | āeksio                     | āeksia                     | *āeksȳni                   | *āeksȳri                   | pēko    | pēka                | *pēkuni             | *pēkori             |                     |
| génitif      | āeksiō                     | āeksȳti                    | *āeksȳno                   | *āeksȳro                   | *pēkō   | *pēkoti             | *pēkuno             | *pēkoro             |                     |
| datif        | āeksiot                    | āeksȳti                    | *āeksȳnto                  | *āeksȳrto                  | *pēkot  | *pēkoti             | *pēkunto            | *pēkorto            |                     |
| locatif      | āeksiot                    | āeksȳti                    | *āeksȳnno                  | *āeksȳrro                  | *pēkot  | *pēkoti             | *pēkunno            | *pēkorro            |                     |
| instrumental | *āeksȳso                   | āeksȳssi                   | *āeksȳsso                  | *āeksȳrzo                  | *pēkoso | *pēkossi            | *pēkusso            | *pēkorzo            |                     |
| associatif   | *āeksȳso                   | āeksȳssi                   | *āeksȳmmo                  | *āeksȳrmo                  | *pēkoso | *pēkossi            | *pēkummo            | *pēkormo            |                     |
| vocatif      | āeksios                    | *āeksias                   | *āeksȳsso                  | *āeksȳsso                  | *pēkos  | *pēkas              | *pēkusso            | *pēkorzo            |                     |

|              | Terrestres type belmon (-on) | Terrestres type belmon (-on) | Terrestres type belmon (-on) | Terrestres type belmon (-on) |         | Sous-type dārion (-ion) | Sous-type dārion (-ion) | Sous-type dārion (-ion) | Sous-type dārion (-ion) |
| singulier    | pluriel                      | paucal                       | collectif                    | singulier                    | pluriel | paucal                  | collectif               |                         |                         |
| ------------ | ---------------------------- | ---------------------------- | ---------------------------- | ---------------------------- | ------- | ----------------------- | ----------------------- | ----------------------- | ----------------------- |
| nominatif    | belmon                       | belma                        | belmun                       | belmor                       | dārion  | *dāria                  | *dārȳn                  | *dārior                 |                         |
| accusatif    | belmon                       | belma                        | *belmuni                     | belmondi                     | dārion  | *dāria                  | *dārȳni                 | *dārȳndi                |                         |
| génitif      | belmo                        | belmoti                      | *belmuno                     | belmondo                     | dārio   | dārȳti                  | *dārȳno                 | *dārȳndo                |                         |
| datif        | belmot                       | belmoti                      | *belmunto                    | *belmundo                    | *dāriot | dārȳti                  | *dārȳnte                | *dārȳnde                |                         |
| locatif      | belmot                       | belmoti                      | *belmunno                    | *belmorro                    | *dāriot | dārȳti                  | *dārȳnno                | *dārȳrro                |                         |
| instrumental | *belmoso                     | *belmossi                    | *belmusso                    | *belmorzo                    | dārȳso  | *dārȳssi                | *dārȳsso                | *dārȳrzo                |                         |
| associatif   | *belmoso                     | *belmossi                    | *belmummo                    | *belmormo                    | dārȳso  | *dārȳssi                | *dārȳmmo                | *dārȳrmo                |                         |
| vocatif      | *belmos                      | *belmas                      | *belmusso                    | *belmorzo                    | *dārios | *dārias                 | *dārȳsso                | *dārȳrzo                |                         |

|              | Aquatiques type lentor (-or) | Aquatiques type lentor (-or) | Aquatiques type lentor (-or) | Aquatiques type lentor (-or) |         | Sous-type Mȳr (-ȳr) | Sous-type Mȳr (-ȳr) | Sous-type Mȳr (-ȳr) | Sous-type Mȳr (-ȳr) |
| singulier    | pluriel                      | paucal                       | collectif                    | singulier                    | pluriel | paucal              | collectif           |                     |                     |
| ------------ | ---------------------------- | ---------------------------- | ---------------------------- | ---------------------------- | ------- | ------------------- | ------------------- | ------------------- | ------------------- |
| nominatif    | lentor                       | *lentra                      | *lentrun                     | *lentror                     | Mȳr     | *Mȳra               | *Mȳrun              | *Mȳror              |                     |
| accusatif    | lentor                       | *lentra                      | *lentruni                    | *lentrori                    | Mȳr     | *Mȳra               | *Mȳruni             | *Mȳrori             |                     |
| génitif      | lentro                       | *lentroti                    | *lentruno                    | *lentroro                    | *Mȳro   | *Mȳroti             | *Mȳruno             | *Mȳroro             |                     |
| datif        | lentrot                      | *lentroti                    | *lentrunto                   | *lentrorto                   | Mȳrot   | *Mȳroti             | *Mȳrunto            | *Mȳrorto            |                     |
| locatif      | lentrot                      | *lentroti                    | *lentrunno                   | *lentrorro                   | Mȳrot   | *Mȳroti             | *Mȳrunno            | *Mȳrorro            |                     |
| instrumental | lentroso                     | *lentrossi                   | *lentrusso                   | *lentrorzo                   | Mȳroso  | *Mȳrossi            | *Mȳrusso            | *Mȳrorzo            |                     |
| associatif   | lentroso                     | *lentrossi                   | *lentrummo                   | *lentrormo                   | Mȳroso  | *Mȳrossi            | *Mȳrummo            | *Mȳrormo            |                     |
| vocatif      | lentos                       | *lentas                      | *lentrusso                   | *lentrorzo                   | ?       | ?                   | *Mȳrusso            | *Mȳrorzo            |                     |

Mȳr suit le modèle lentor mais donne Mȳr au nominatif et accusatif singulier, témoignant d'une contraction de la forme *Mȳror.
Les vocatifs singulier et pluriel sont indécidables. Les hypothèses *Mȳros et *Mȳras sont envisageables, mais il semble que David J. Peterson fasse une règle du fait que les aquatiques perdent leur -r- au vocatif. *Mȳos et *Mȳas sont également envisageables, à moins qu'une contraction en *Mȳs intervienne, auquel cas le singulier et le pluriel deviennent indiscernables.

##### Quatrième déclinaison
La quatrième déclinaison regroupe les noms solaires, lunaires et terrestres et dont le thème est -e-.
Targārien est une variante en -ie- dont, cette fois, toutes les formes sont attestées.
|              | Solaires type zaldrīzes (-es) | Solaires type zaldrīzes (-es) | Solaires type zaldrīzes (-es) | Solaires type zaldrīzes (-es) |
| singulier    | pluriel                       | paucal                        | collectif                     |                               |
| ------------ | ----------------------------- | ----------------------------- | ----------------------------- | ----------------------------- |
| nominatif    | zaldrīzes                     | zaldrīzesse                   | zaldrīzin                     | zaldrīzer                     |
| accusatif    | zaldrīzī                      | zaldrīzī                      | *zaldrīzini                   | *zaldrīzeri                   |
| génitif      | *zaldrīzo                     | zaldrīzoti                    | *zaldrīzino                   | *zaldrīzero                   |
| datif        | *zaldrīzot                    | zaldrīzoti                    | *zaldrīzinte                  | *zaldrīzerte                  |
| locatif      | zaldrīzē                      | zaldrīzoti                    | *zaldrīzinne                  | *zaldrīzerre                  |
| instrumental | zaldrīzose                    | *zaldrīzossi                  | *zaldrīzisse                  | *zaldrīzerze                  |
| associatif   | *zaldrīzome                   | *zaldrīzommi                  | *zaldrīzimme                  | *zaldrīzerme                  |
| vocatif      | zaldrīzys                     | *zaldrīzīs                    | *zaldrīzisse                  | *zaldrīzerze                  |

|              | Lunaires type gelte (-e) | Lunaires type gelte (-e) | Lunaires type gelte (-e) | Lunaires type gelte (-e) |
| singulier    | pluriel                  | paucal                   | collectif                |                          |
| ------------ | ------------------------ | ------------------------ | ------------------------ | ------------------------ |
| nominatif    | gelte                    | gelti                    | geltin                   | *gelter                  |
| accusatif    | geltī                    | *geltī                   | *geltini                 | *gelteri                 |
| génitif      | *gelto                   | *geltoti                 | *geltino                 | *geltero                 |
| datif        | *geltot                  | *geltoti                 | *geltinte                | *gelterte                |
| locatif      | *geltē                   | *geltoti                 | *geltinne                | *gelterre                |
| instrumental | *geltose                 | geltossi                 | *geltisse                | *gelterze                |
| associatif   | *geltome                 | *geltommi                | *geltimme                | *gelterme                |
| vocatif      | *geltys                  | *geltīs                  | *geltisse                | *gelterze                |

|              | Terrestres type Targārien (-ien) | Terrestres type Targārien (-ien) | Terrestres type Targārien (-ien) | Terrestres type Targārien (-ien) |
| singulier    | pluriel                          | paucal                           | collectif                        |                                  |
| ------------ | -------------------------------- | -------------------------------- | -------------------------------- | -------------------------------- |
| nominatif    | Targārien                        | Targārī                          | Targārȳn                         | Targārior                        |
| accusatif    | Targārī                          | Targārī                          | Targārȳni                        | Targārȳndi                       |
| génitif      | Targārio                         | Targārȳti                        | Targārȳno                        | Targārȳndo                       |
| datif        | Targāriot                        | Targārȳti                        | Targārȳnte                       | Targārȳnde                       |
| locatif      | Targāriēn                        | Targārȳti                        | Targārȳnne                       | Targārȳrre                       |
| instrumental | Targārȳse                        | Targārȳssi                       | Targārȳsse                       | Targārȳrze                       |
| associatif   | Targārȳme                        | Targārȳmmi                       | Targārȳmme                       | Targārȳrme                       |
| vocatif      | Targāries                        | Targārīs                         | Targārȳsse                       | Targārȳrze                       |

La forme du collectif suggère le passage de la forme *-ienr- à -ȳnd- avec contraction du phonème [nr] en [d] et allongement compensatoire du [je] (ie) en [y:] (ȳ).

##### Cinquième déclinaison
La cinquième déclinaison regroupe les noms solaires, lunaires et aquatiques dont le thème est -i-.
|              | Solaires type tubis (-is) | Solaires type tubis (-is) | Solaires type tubis (-is) | Solaires type tubis (-is) |
| singulier    | pluriel                   | paucal                    | collectif                 |                           |
| ------------ | ------------------------- | ------------------------- | ------------------------- | ------------------------- |
| nominatif    | tubis                     | *tubissa                  | *tubin                    | *tubir                    |
| accusatif    | tubis                     | *tubissa                  | *tubini                   | *tubiri                   |
| génitif      | *tubio                    | *tubȳti                   | *tubino                   | *tubiro                   |
| datif        | *tubiot                   | *tubȳti                   | *tubinti                  | *tubirti                  |
| locatif      | tubī                      | *tubȳti                   | *tubinni                  | *tubirri                  |
| instrumental | *tubȳsi                   | *tubȳssi                  | *tubissi                  | *tubirzi                  |
| associatif   | *tubȳmi                   | *tubȳmmi                  | *tubimmi                  | *tubirmi                  |
| vocatif      | *tubys                    | *tubissas                 | *tubissi                  | *tubirzi                  |

|              | Lunaires type brōzi (-i) | Lunaires type brōzi (-i) | Lunaires type brōzi (-i) | Lunaires type brōzi (-i) |
| singulier    | pluriel                  | paucal                   | collectif                |                          |
| ------------ | ------------------------ | ------------------------ | ------------------------ | ------------------------ |
| nominatif    | brōzi                    | brōza                    | *brōzin                  | *brōzir                  |
| accusatif    | brōzi                    | brōza                    | *brōzini                 | *brōziri                 |
| génitif      | brōzio                   | *brōzȳti                 | *brōzino                 | *brōziro                 |
| datif        | brōziot                  | *brōzȳti                 | *brōzinti                | *brōzirti                |
| locatif      | brōzī                    | *brōzȳti                 | *brōzinni                | *brōzirri                |
| instrumental | brōzȳsi                  | *brōzȳssi                | *brōzissi                | *brōzirzi                |
| associatif   | brōzȳmi                  | *brōzȳmmi                | *brōzimmi                | *brōzirmi                |
| vocatif      | brōzys                   | *brōzas                  | *brōzissi                | *brōzirzi                |

|              | Aquatiques type rōbir (-ir) | Aquatiques type rōbir (-ir) | Aquatiques type rōbir (-ir) | Aquatiques type rōbir (-ir) |              | Sous-type vestriarzir (*-zr- → -j-) | Sous-type vestriarzir (*-zr- → -j-) | Sous-type vestriarzir (*-zr- → -j-) | Sous-type vestriarzir (*-zr- → -j-) |
| singulier    | pluriel                     | paucal                      | collectif                   | singulier                   | pluriel      | paucal                              | collectif                           |                                     |                                     |
| ------------ | --------------------------- | --------------------------- | --------------------------- | --------------------------- | ------------ | ----------------------------------- | ----------------------------------- | ----------------------------------- | ----------------------------------- |
| nominatif    | rōbir                       | rōbra                       | rōbrin                      | rōbrir                      | vestriarzir  | vestriarja                          | vestriarjin                         | vestriarjir                         |                                     |
| accusatif    | rōbir                       | rōbra                       | rōbrini                     | rōbriri                     | vestriarzir  | vestriarja                          | vestriarjini                        | vestriarjiri                        |                                     |
| génitif      | rōbrio                      | rōbrȳti                     | rōbrino                     | rōbriro                     | vestriarjio  | vestriarjȳti                        | vestriarjino                        | vestriarjiro                        |                                     |
| datif        | rōbriot                     | rōbrȳti                     | rōbrinti                    | rōbrirti                    | vestriarjiot | vestriarjȳti                        | vestriarjinti                       | vestriarjirti                       |                                     |
| locatif      | rōbīr                       | rōbrȳti                     | rōbrinni                    | rōbrirri                    | vestriarzīr  | vestriarjȳti                        | vestriarjinni                       | vestriarjirri                       |                                     |
| instrumental | rōbrȳsi                     | rōbrȳssi                    | rōbrissi                    | rōbrirzi                    | vestriarjȳsi | vestriarjȳssi                       | vestriarjissi                       | vestriarjirzi                       |                                     |
| associatif   | rōbrȳmi                     | rōbrȳmmi                    | rōbrimmi                    | rōbrirmi                    | vestriarjȳmi | vestriarjȳmmi                       | vestriarjimmi                       | vestriarjirmi                       |                                     |
| vocatif      | rōbys                       | rōbas                       | rōbrissi                    | rōbrirzi                    | vestriarzys  | vestriarzas                         | vestriarjissi                       | vestriarjirzi                       |                                     |

Le sous-type vestriarzir est régulier, mais le phonème [zr] se transforme systématiquement en [dʒ] (j), ce qui affecte la plupart des formes.

##### Sixième déclinaison
1. Noms étrangers type buzdar
|              | singulier | pluriel     | paucal | collectif |
| ------------ | --------- | ----------- | ------ | --------- |
| nominatif    | buzdar(i) | buzdari     | -      | -         |
| accusatif    | buzdari   | buzdarī     | -      | -         |
| génitif      | buzdaro   | buzdaroti   | -      | -         |
| datif        | buzdarot  | buzdaroti   | -      | -         |
| locatif      | buzdarī   | buzdaroti   | -      | -         |
| instrumental | buzdarisi | buzdarissi  | -      | -         |
| associatif   | buzdarimi | buzdarimmi  | -      | -         |
| vocatif      | buzdaris  | buzdarissis | -      | -         |

Le -i du nominatif est optionnel. Les noms d'emprunt étrangers qui n'ont pas été absorbés par la langue (transformés puis assignés à un type de déclinaison précis) suivent en général ce modèle. Mais cela dépend principalement des locuteurs, et il n'est pas exclu que certains noms, notamment ceux qui se terminent par une voyelle (ex. mhysa), se soumettent par analogie à d'autres modèles (par exemple la première déclinaison pour les noms en -a),. Le genre de ces noms n'est pas non plus bien identifié.
2. Noms dérivés de la forme collective d'un autre nom
Le singulier suit la déclinaison du collectif (la déclinaison du singulier dépend donc du modèle que suit le nom original). Il n'est pas clair si le pluriel suit la sixième déclinaison des noms étranges, seul le nominatif étant connu, mais David J. Peterson n'est pas clair, car il peut être en -i ou en -y, parfois pour le même mot. Il ne semble pas exister de forme pour le paucal et le collectif, mais rien ne semble interdire qu'une telle forme puisse exister.
Un exemple pour azantyr (armée), dérivé d'azantys (2sol., soldat) :
|              | singulier | pluriel           | paucal | collectif |
| ------------ | --------- | ----------------- | ------ | --------- |
| nominatif    | azantyr   | azantyri/azantyry | -      | -         |
| accusatif    | azantyri  | ?                 | -      | -         |
| génitif      | azantyro  | ?                 | -      | -         |
| datif        | azantyrty | ?                 | -      | -         |
| locatif      | azantyrry | ?                 | -      | -         |
| instrumental | azantyrzy | ?                 | -      | -         |
| associatif   | azantyzmy | ?                 | -      | -         |
| vocatif      | azantyrzy | ?                 | -      | -         |

Autre exemple pour udrir (langage), dérivé d'udir (5aq., mot) :
|              | singulier | pluriel       | paucal | collectif |
| ------------ | --------- | ------------- | ------ | --------- |
| nominatif    | udrir     | udriri/udriry | -      | -         |
| accusatif    | udriri    | ?             | -      | -         |
| génitif      | udriro    | ?             | -      | -         |
| datif        | udrirti   | ?             | -      | -         |
| locatif      | udrirri   | ?             | -      | -         |
| instrumental | udrirzi   | ?             | -      | -         |
| associatif   | udrirmi   | ?             | -      | -         |
| vocatif      | udrirzi   | ?             | -      | -         |

3. Noms dérivés de la forme paucale d'un autre nom
Le fonctionnement semble être le même que pour les collectifs dérivés. La forme du singulier correspond à la forme paucale du nom dérivé. Le nominatif pluriel a le même degré d'incertitude entre -i et -y. Une forme attestée d'accusatif pluriel en -ī existe dans "Lannister va moriot zyha gēlȳnī addemmis" ("un Lannister paie toujours ses dettes").
Un exemple avec tīkun (aile), dérivé de tīkos (3sol., plume) :
|              | singulier | pluriel       | paucal | collectif |
| ------------ | --------- | ------------- | ------ | --------- |
| nominatif    | tīkun     | tīkuni/tikuny | -      | -         |
| accusatif    | tīkuni    | tīkunī        | -      | -         |
| génitif      | tīkuno    | ?             | -      | -         |
| datif        | tīkunto   | ?             | -      | -         |
| locatif      | tīkunno   | ?             | -      | -         |
| instrumental | tīkusso   | ?             | -      | -         |
| associatif   | tīkummo   | ?             | -      | -         |
| vocatif      | tīkuso    | ?             | -      | -         |

Et avec gēlȳn (dette), dérivé de gēlion (3ter., argent) :
|              | singulier | pluriel       | paucal | collectif |
| ------------ | --------- | ------------- | ------ | --------- |
| nominatif    | gēlȳn     | gēlȳni/gēlȳny | -      | -         |
| accusatif    | gēlȳni    | gēlȳnī        | -      | -         |
| génitif      | gēlȳno    | ?             | -      | -         |
| datif        | gēlȳnte   | ?             | -      | -         |
| locatif      | gēlȳnno   | ?             | -      | -         |
| instrumental | gēlȳsso   | ?             | -      | -         |
| associatif   | gēlȳmmo   | ?             | -      | -         |
| vocatif      | gēlȳsso   | ?             | -      | -         |

### Verbes
Comme le démontre le système complexe de déclinaison des noms et des adjectifs mis en place par David J. Peterson, le haut valyrien est, au moins grammaticalement, inspiré des langues indo-européennes anciennes, telles que le latin et le grec. Le système qui régit les verbes est à cette image.

#### Conjugaison
En haut valyrien, les verbes se conjuguent selon le temps, le mode, la voix et la personne. Ainsi on retrouve :
- trois modes : indicatif, subjonctif (qui sert aussi à construire le conditionnel), impératif
- deux voix : actif, passif
- six personnes : les trois personnes du singulier et du pluriel
- au moins sept temps, qu'il est possible de classer selon trois aspects :

|               | sans aspect | aspect imperfectif | aspect perfectif |
| ------------- | ----------- | ------------------ | ---------------- |
| temps présent | présent     | futur              | parfait          |
| temps passé   |             | imparfait          | plus-que-parfait |
| indéfini      | aoriste     |                    | passé d'habitude |

Le système de conjugaison est plutôt régulier, bien que (à l'image des langues naturelles) les verbes extrêmement fréquents (ex. être, avoir, aller) connaissent des irrégularités. Le haut valyrien distingue deux groupes de verbes, dont l'appartenance tient à la terminaison du radical
- le radical se termine en consonne (ex. jaelagon, radical jael-, "vouloir") dont la conjugaison est simple à l'exception de la troisième personne du singulier et du pluriel
- le radical se termine en voyelle (ex. bardugon, radical bardu-, "écrire") dont la conjugaison affecte à certaines formes le radical lui-même.

Par ailleurs, le classement de certains verbes en -agon dans le premier ou le deuxième groupe est moins évidente, le radical de jaelagon étant jael-, mais celui de ilimagon ("pleurer") est ilima-.

##### Présent[11]
| mode      | mode      | Indicatif  | Indicatif     | Indicatif     | Indicatif     | Indicatif     | Indicatif     | Subjonctif | Subjonctif | Subjonctif | Subjonctif | Subjonctif | Subjonctif |
| radical   | radical   | consonne   | voyelle[2][3] | voyelle[2][3] | voyelle[2][3] | voyelle[2][3] | voyelle[2][3] | consonne   | voyelle    | voyelle    | voyelle    | voyelle    | voyelle    |
| radical   | radical   | consonne   | a             | e             | i             | o             | u             | consonne   | a          | e[4]       | i          | o[5]       | u[5]       |
| --------- | --------- | ---------- | ------------- | ------------- | ------------- | ------------- | ------------- | ---------- | ---------- | ---------- | ---------- | ---------- | ---------- |
| 1e sg.    | 1e sg.    | -an        | -n            | -n            | -n            | -n            | -n            | -on        | -on        | -[i]on     | -on        | -[v]on     | -[v]on     |
| 2e sg.    | 2e sg.    | -ā         | -[ā]          | -[ē]          | -[ī]          | -[ō]          | -[ū]          | -ō         | -ō         | -[i]ō      | -ō         | -[v]ō      | -[v]ō      |
| 3e sg.    | 3e sg.    | -as/-za[1] | -s            | -s            | -s            | -s            | -s            | -os        | -os        | -[i]os     | -os        | -[v]os     | -[v]os     |
| 1e pl.    | 1e pl.    | -i         | -[ī]          | -[ī]          | -[ī]          | -[ī]          | -[ī]          | -oty       | -oty       | -[i]oty    | -oty       | -[v]oty    | -[v]oty    |
| 2e pl.    | 2e pl.    | -āt        | -[ā]t         | -[ē]t         | -[ī]t         | -[ō]t         | -[ū]t         | -ōt        | -ōt        | -[i]ōt     | -ōt        | -[v]ōt     | -[v]ōt     |
| 3e pl.    | 3e pl.    | -is/-zi[1] | -si           | -si           | -si           | -si           | -si           | -osy       | -osy       | -[i]osy    | -osy       | -[v]osy    | -[v]osy    |
|           |           |            |               |               |               |               |               |            |            |            |            |            |            |
| Infinitif | Infinitif | -agon      | -gon          | -gon          | -gon          | -gon          | -gon          |            |            |            |            |            |            |
| Participe | lun./sol. | -are       | -re           | -re           | -re           | -re           | -re           |            |            |            |            |            |            |
| Participe | ter./aq.  | -arior     | -rior         | -rior         | -rior         | -rior         | -rior         |            |            |            |            |            |            |

| mode      | Impératif[6] | Impératif[6] | Impératif[6] | Impératif[6] | Impératif[6] | Impératif[6] |
| radical   | consonne     | voyelle      | voyelle      | voyelle      | voyelle      | voyelle      |
| radical   | consonne     | a            | e            | i            | o            | u            |
| --------- | ------------ | ------------ | ------------ | ------------ | ------------ | ------------ |
| singulier | -as          | -[ā]s        | -[ē]s        | -[ī]s        | -[ō]s        | -[ū]s        |
| pluriel   | -ātās        | -[ā]tās      | -[ē]tēs      | -[ī]tīs      | -[ō]tōs      | -[ū]tus      |

Notes :
[1] Le singulier et le pluriel de la troisième personne connaissent une alternance entre deux formes (soit -as/-is, soit -za/-zi) qui dépend directement de la nature de la consonne du radical, que l'on peut classifier ainsi :
|           |                         |                         | 3e sg.                    | 3e pl.                     |
| --------- | ----------------------- | ----------------------- | ------------------------- | -------------------------- |
| occlusive | sourde                  | -p, -t, -k, -q          | -sa (plus rarement -as)   | -zi (plus rarement -is)    |
| occlusive | sonore                  | -b, -d, -g              | -as (plus rarement -za)   | -is (plus rarement -zi)    |
| fricative | -h, -s, -z, -gh, -v, -j | -h, -s, -z, -gh, -v, -j | -as                       | -is                        |
| nasale    | -m, -n                  | -m, -n                  | -za ou -as                | -zi ou -is                 |
| liquide   | -r, -l                  | -r, -l                  | -za                       | -zi                        |
| palatale  | -ñ, -lj                 | -ñ, -lj                 | -as (quelques exceptions) | -is (devient -nis et -lis) |

[2] À la deuxième personne du singulier, le radical -a, -e, -i, -o, -u est seulement allongé en -ā, -ē, -ī, -ō, -ū. Au pluriel, il est allongé et présente en plus la terminaison -t.
[3] Remplace totalement la voyelle du radical.
[4][5] Lorsque le radical se termine en -e, il devient -i (*-[e]on → -ion, etc.). Lorsqu'il se termine en -o et en -u, il devient -v (*-[o]on/*-[u]on → -von, etc.).
[6] L'impératif négatif (interdiction) se construit avec l'infinitif et la copule daor ("ne pas") placée à la fin.

###### Verbes irréguliers
Les principaux verbes irréguliers sont être (sagon), avoir (emagon) et aller (jagon).
| mode   | Indicatif | Indicatif | Indicatif | Subjonctif | Subjonctif | Subjonctif |
| verbe  | sagon     | emagon    | jagon     | sagon      | emagon     | jagon      |
| ------ | --------- | --------- | --------- | ---------- | ---------- | ---------- |
| 1e sg. | iksan     | eman      | jān       | ikson      | emon       | jon        |
| 2e sg. | iksā      | emā       | jā        | iksō       | emō        | jō         |
| 3e sg. | issa      | ēza       | is        | iksos      | emos       | jos        |
| 1e pl. | iksi      | emi       | jī        | soty       | emoty      | joty       |
| 2e pl. | iksāt     | emāt      | jāt       | iksōt      | emōt       | jōt        |
| 3e pl. | issi      | ēzi       | isi       | sosy       | emosy      | josy       |